# Lüneburger Heerstraße
Die Lüneburger Heerstraße war eine seit dem Mittelalter bestehende, 290 km lange  Handelsstraße, die ursprünglich eine Heerstraße war. Es soll sich um einen bedeutenden Handelsweg für Salz gehandelt haben, das in der Lüneburger Saline gewonnen wurde. Sie verlief von Leipzig über Halle (Saale), Magdeburg, Vahldorf (wo es heute noch den Straßennamen An der Heerstraße gibt), Haldensleben, Calvörde, Uelzen bis nach Lüneburg. Es gibt Belege zu Nebenstrecken, wie von Oebisfelde nach Althaldensleben. Anfang des 19. Jahrhunderts während der Franzosenzeit verlor die Straße ihre Bedeutung, da unter napoleonischer Besatzung Chausseen gepflastert wurden.
Calvörde als Marktflecken war ein Aufenthaltspunkt an der Heerstraße nach Lüneburg.